# Léon Kecegian
Léon Kecegian, auch Leone Kecegian, (* 5. August 1860 in Marasc; † Mai 1916) war ein armenisch-katholischer Geistlicher.
Am 20. Juni 1907 wurde er Erzeparch der Erzeparchie Sivas erwählt und am 20. Mai 1908 bestätigt. Boghos Bedros XII. Sabbaghian, Patriarch von Kilikien, weihte ihn am 21. Juni 1908 in Sakiz-Agatch zum Bischof. Mitkonsekratoren waren Michel Kaciadurian, Eparchie von Melitene, und Mathieu Sislian, Eparchie von Cesarea di Cappadocia. Er starb während des Völkermordes an den Armeniern im Mai 1916.